# Jamesbrittenia megadenia
Jamesbrittenia megadenia är en flenörtsväxtart som beskrevs av O.M. Hilliard. Jamesbrittenia megadenia ingår i släktet Jamesbrittenia och familjen flenörtsväxter. Inga underarter finns listade i Catalogue of Life.